# جواو غراسا
جواو غراسا هو لاعب كرة قدم برتغالي في مركز الوسط، ولد في 18 يونيو 1995 في ماتوسينهوس في البرتغال. شارك مع منتخب البرتغال تحت 16 سنة لكرة القدم ومنتخب البرتغال تحت 18 سنة لكرة القدم ومنتخب البرتغال تحت 19 سنة لكرة القدم. أما مع النوادي، فقد لعب مع FC Porto B ‏.

## وصلات خارجية
- جواو غراسا على موقع قاعدة بيانات كرة القدم.إي يو (الإنجليزية)
- جواو غراسا على موقع Soccerway.com (الإنجليزية)